# Annenturm

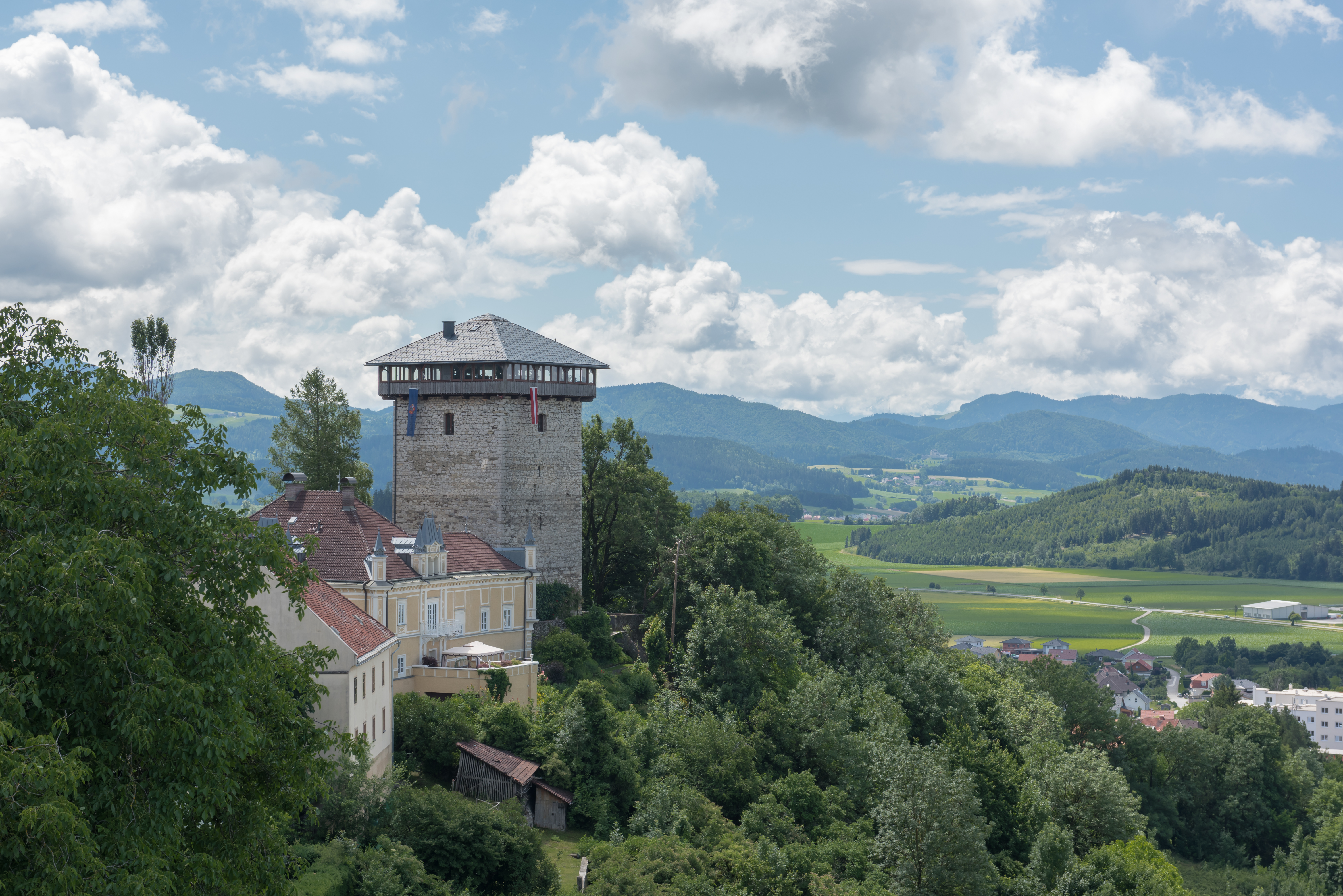
Annenturm in Althofen (Juni 2015)

Der Annenturm ist ein wohl im Zuge der Befestigung Althofens im Jahr 1307 errichteter Bergfried in Kärnten (Österreich). Der Name verweist auf seine frühere Besitzerin Anna Grobecker.

## Geschichte
Für seine Unterstützung im Kampf gegen König Ottokar gestattete König Rudolf dem Salzburger Erzbischof Friedrich II. im Jahr 1278, seinen Markt Althofen, damals noch im heutigen Untermarkt gelegen, zu befestigen. Ausgeführt wurde die Befestigung erst im Jahr 1307; aber nicht in Untermarkt, sondern im heutigen Oberen Markt, da der Markt Althofen ebendorthin verlegt wurde.
Im Zuge dessen wurde wohl auch der Annenturm als Vorwerk zur Befestigungsanlage errichtet. Im Jahr 1957 erhielt der Turm seine für ihn heute charakteristische Dachplattform, nachdem er mindestens 300 Jahre zuvor sein Dach verloren hatte.

## Baubeschreibung
Der denkmalgeschützte Turm misst 11 × 11 Meter im Grundriss und war vor seiner Umgestaltung 1957 gut 20 Meter hoch. Das im Schnitt 2,5 Meter dicke Mauerwerk wurde aus Bruchsteinen mittels niederer Kompartimente errichtet; einer Technik, wie sie um 1260 erstmals in Kärnten zu beobachten ist. An einer Seite des Turms befindet sich ein Hocheingang, an zwei anderen je zwei Scharten. Die obersten Fenster im Mauerwerk sind modern.